# NGC 3258
NGC 3258 és una galàxia el·líptica a la constel·lació de la Màquina Pneumàtica. És un membre del cúmul de la mateixa, que s'hi troba a uns 40,7 megaparsecs (132,7 milions d'anys llum) de distància.